# Érinyes
Pour les articles homonymes, voir Furie, Alecto, Mégère (homonymie), Tisiphone (homonymie) et Les Bienveillantes (homonymie).
Pour la pièce d'Eschyle, voir Les Euménides.
Pour la pièce de Leconte de Lisle, voir Les Érinnyes.
Dans la mythologie grecque, les Érinyes ou Érinnyes (en grec ancien Ἐρινύες / Erinúes « Implacable »), ou parfois « déesses infernales » (χθόνιαι θεαί / khthóniai theaí) sont des divinités persécutrices. Selon Eschyle, elles sont transformées en σεμναὶ / semnaì, « vénérables », après l'acquittement d'Oreste, à l'occasion duquel Athéna aurait obtenu qu'elles devinssent des divinités protectrices d'Athènes comme gardiennes de la justice. Euripide les a identifiées aux Euménides (grec Εὐμενίδες / Eumenídes, « les Bienveillantes »). Elles correspondent aux Furies chez les Romains.

## Ascendance

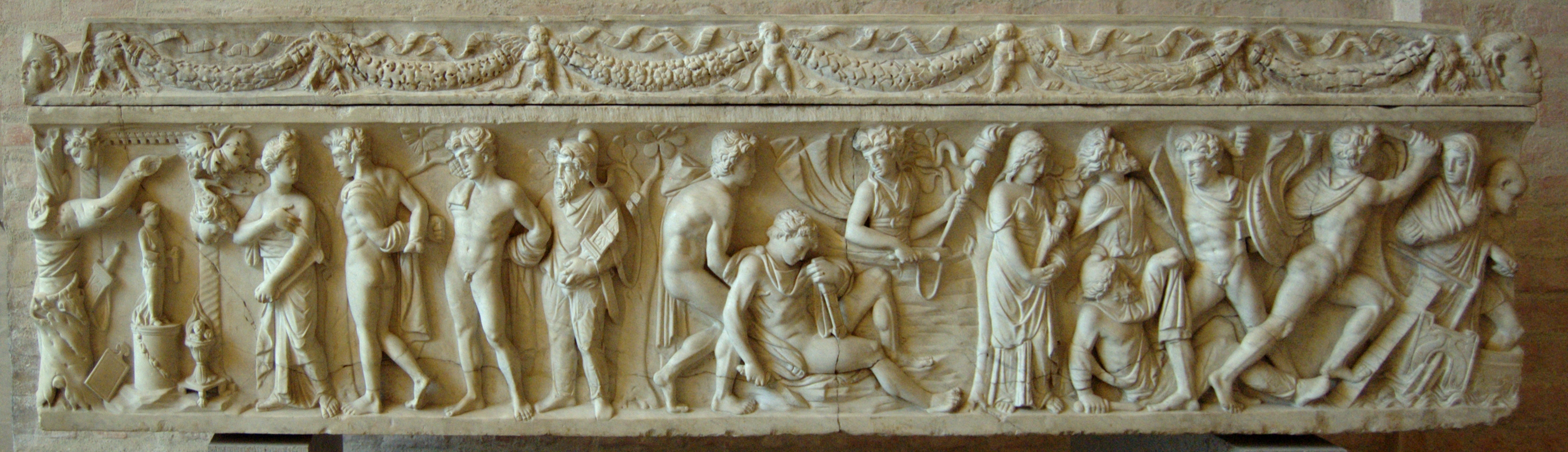
Oreste tourmenté par une Érinye et soutenu par Pylade (centre), sarcophage romain, 130-140, Glyptothèque de Munich (Inv. 363).

Filles de Gaïa et du sang d'Ouranos mutilé d'après Hésiode, ce sont des divinités chthoniennes. Leur nombre reste généralement indéterminé, mais Virgile en mentionne trois, s'inspirant sûrement d'une source alexandrine :
- Mégère (Μέγαιρα / Mégaira, « la Haine ») ;
- Tisiphone (Τισιφόνη / Tisiphónê, « la Vengeance ») ;
- Alecto (Ἀληκτώ / Alêktố, « l'Implacable »).

Épiménide, dans un fragment cité par Tzétzès, en fait les sœurs cadettes d'Aphrodite et des Moires, toutes filles de Cronos et d'Évonymé, Eschyle les filles de Nyx (la Nuit), Sophocle les filles de Gaïa et de Scotos, la Ténèbre. Dans les traditions orphiques, elles naissent d'Hadès et de Perséphone - cet attachement au monde infernal se retrouve également dans l'Iliade.
Dans les Argonautiques de Valérius Flaccus, une oeuvre plus tardive, Poéna, daimôn du châtiment, est nommée la "vieille mère des Furies" (Érinyes).

## Rôle

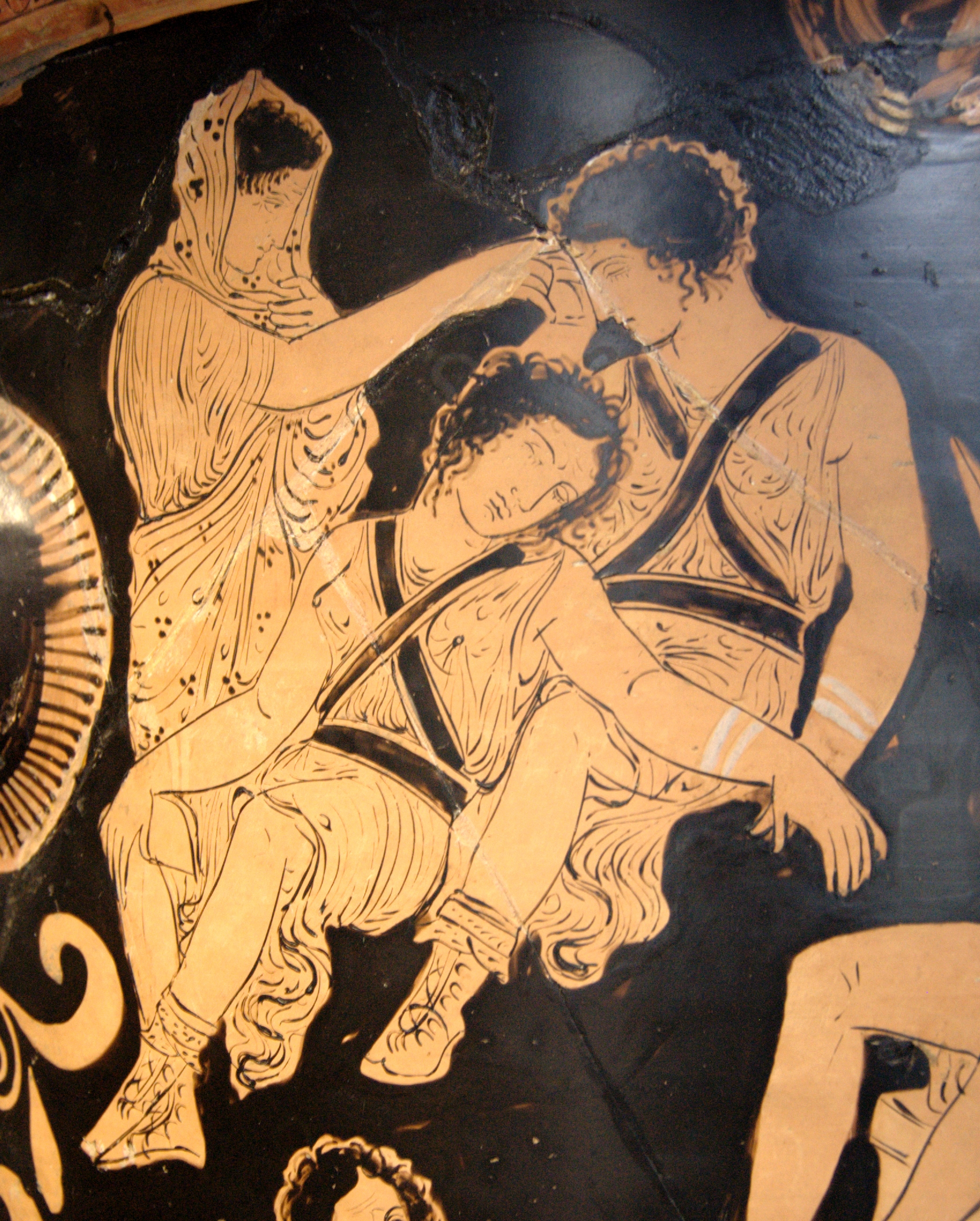
Clytemnestre essayant de réveiller les Érinyes endormies tandis qu'Oreste (non visible) est purifié par Apollon, cratère apulien à figures rouges, 380-370 av. J.-C., musée du Louvre (CP 710).

Divinités anciennes, les Érinyes ne sont pas soumises à Zeus et habitent l'Érèbe (ou le Tartare, suivant les traditions), le monde du dessous, jusqu'à ce qu'elles soient de nouveau appelées sur Terre. Malgré leur ascendance divine, les dieux olympiens éprouvent une profonde répulsion pour ces êtres qu'ils ne font que tolérer. De leur côté, les hommes les craignent et les fuient. C'est cette marginalisation et le besoin de reconnaissance qu'elle entraîne qui, chez Eschyle, amènent les Érinyes à accepter le verdict d'Athéna et ce malgré leur inépuisable soif de vengeance. Déesses des ouragans, on leur attribue l'enlèvement de ceux qui disparaissent à la guerre ou loin de chez eux, en mer.
Elles personnifient la malédiction lancée par quelqu'un et sont chargées de punir les crimes pendant la vie de leur auteur, et non après. Toutefois, leur champ d'action étant illimité, si l'auteur du crime décède, elles le poursuivront jusque dans le monde souterrain. Justes mais sans merci, aucune prière ni sacrifice ne peut les émouvoir, ni les empêcher d'accomplir leur tâche. Elles refusent les circonstances atténuantes et punissent toutes les offenses contre la société et la nature telles que le parjure, la violation des rites de l'hospitalité et surtout les crimes ou l'homicide contre la famille. À l'origine, les êtres humains ne peuvent ni ne doivent punir les crimes horribles. Il revient aux Érinyes de poursuivre le meurtrier de l'être assassiné et d'en tirer vengeance. Némésis correspond à une notion semblable, et sa fonction recouvre celle des Érinyes.
Ces divinités vengeresses hideuses ont :
- de grandes ailes ;
- des serpents pour cheveux (comme les Gorgones) ;
- des fouets et des torches vertes ;
- du sang qui coule de leurs yeux.

Elles tourmentent ceux qui font le mal. Elles les poursuivent inlassablement sur Terre en les rendant fous. Au sens large, les Érinyes sont les protectrices de l'ordre établi. Dans l’Iliade, ce sont elles qui ôtent la parole à Xanthe, le cheval d'Achille, et privent Phénix de descendance. Leur rôle dans l'ordre social des hommes et des choses est tel qu'il a fait dire au philosophe Héraclite que si le soleil décidait de dévier sa course, elles sauraient l'y ramener. Elles tourmentèrent Ixion peu après que celui-ci a assassiné son beau-père.
Elles peuvent aussi être envoyés tourmenter des mortels par des dieux courroucés. Ainsi Héra, furieuse qu'Ino, tante de Dionysos, et son mari Athamas aient recueilli ce dernier enfant, envoie Tysiphone et Penthos après eux. Athamas rendu fou prend alors son fils Léarque pour un cerf, le pourchasse et le tue. Il tente de faire de même avec son épouse et son deuxième fils Mélicerte mais Ino, elle-même folle de douleur et de terreur, se jette du haut dune falaise, son enfant dans les bras. 
Elles ont été comparées aux Gorgones, aux Grées ainsi qu'aux Harpies en raison de leur apparence effrayante et sombre et du peu de contact qu'elles entretiennent avec les dieux olympiens.
Le Liber monstrorum, catalogue de peuples et créatures légendaires anonyme du VIIIe siècle, les décrit ainsi :
« Il existe aussi une légende fausse [ou « vide »] sur certaines femmes, les Euménides, qui avaient les cheveux de vipères attachés en arrière avec des bandeaux sanglants, dans lesquels des serpents d'azur se débattaient dans une colère folle. Et leurs chambres à coucher en fer sont imaginées dans des fables incroyables comme étant dans le monde souterrain. »

## Tragédie d'Eschyle

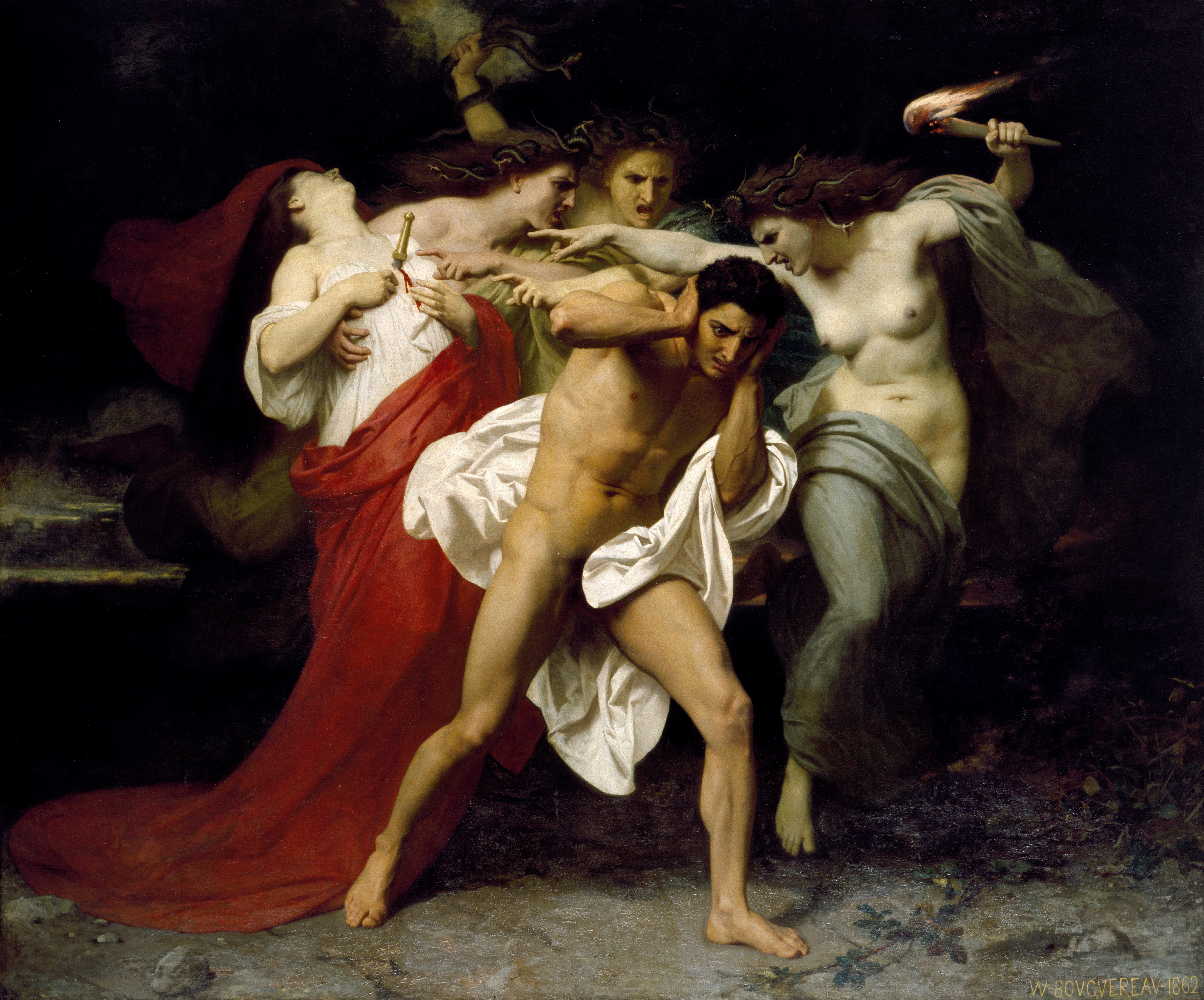
William Bouguereau, Les Remords d'Oreste, 1862

Les Euménides d'Eschyle, troisième pièce de L'Orestie, s'ouvrent au seuil du temple d'Apollon à Delphes, où les Érinyes ont poursuivi Oreste, le fils matricide à qui Apollon a commandé de venger son père Agamemnon assassiné par sa mère Clytemnestre. À la première représentation, cette tragédie provoque une véritable terreur chez les spectateurs. Les Érinyes forment le chœur. Les représentations conservées les montrent tenant des torches et des fouets, les visages souvent entourés de serpents.
Les Érinyes cherchent à poursuivre le fils matricide pour lui infliger des tourments sans fin. Il n'est question pour elles ni de juger, ni de trouver des circonstances atténuantes au jeune homme. Mais Apollon veille sur Oreste, qu'il dirige vers son temple de Delphes, pour prendre un bref repos. De là, il lui conseille d'aller chercher sa délivrance auprès d'Athéna.
Les Érinyes arrivent à la suite d'Oreste à l'acropole d'Athènes où Athéna obtient qu'elles reconnaissent son autorité pour instruire l'affaire et prononcer un jugement. Cependant Athéna estime l'affaire trop grave pour la juger seule. Surtout, il s'agit d'un arbitrage entre deux générations de dieux : celle, ancienne, des Érinyes et celle, moderne, d'Apollon.
Oreste est ensuite présenté devant un tribunal composé d'Athéna et de onze citoyens ; il lui donne raison. Mais il reste encore à résoudre la question de la vocation des Érinyes : que vont-elles devenir si un fils matricide peut leur échapper, quand poursuivre les crimes de sang est toute leur raison d'être ? Athéna leur propose alors de changer de vocation, et de devenir les Semnai (« Vénérables »), déesses bienveillantes d'Athènes. Après une longue hésitation, elles acceptent.
Les Euménides ferment L'Orestie, la grande trilogie d'Eschyle sur la justice, prix d'Athènes en -458, seule trilogie du théâtre grec arrivée intacte jusqu'à nous. Les Euménides ont été représentées à Athènes précédées des deux autres pièces de l’Orestie : Agamemnon et Les Choéphores (et suivies d'un drame satyrique perdu) au moment où Athènes inventait le jury d'assises pour juger les crimes de sang, cinquante-cinq ans avant qu'Euripide reprenne la situation dans une pièce isolée intitulée Oreste.

## Culte
On sacrifiait aux Érinyes des moutons noirs, et des libations de νηφάλια / nêphália, mélange de miel et d'eau.
D'après l’Encyclopédie de Diderot, qui cite Apollodore, le narcisse, le safran, le genièvre, l'aubépine, le chardon, le sureau, l'hièble, des bois de cèdre, d'aulnes et de cyprès étaient également utilisés pour leur rendre hommage.
Il y a en Arcadie un endroit qui possède deux sanctuaires consacrés aux Érinyes. Dans l'un des deux, elles portent le nom de Μανίαι / Maníai (Mania, celles qui rendent fou). C'est en cet endroit que, vêtues de noir, elles assaillent Oreste pour la première fois. Non loin de là, raconte Pausanias, se trouve un autre sanctuaire où leur culte est associé à celui des Charites (« déesses de la Rémission »). C'est en ces lieux qu'elles purifient Oreste, vêtues de blanc. Après sa guérison, il offre un sacrifice expiatoire aux Mania.

## Interprétations
Le culte rendu à Sparte aux Érinyes de Laïos et d’Œdipe n'est pas dédié aux divinités chtoniennes définies précédemment mais vraisemblablement aux âmes vengeresses des deux héros. Afin de comprendre l’existence de ce type de culte, il faut s'interroger sur des origines primitives des Érinyes.
Jane Harrison, et d'Erich Küster proposaient une représentation thériomorphique des Érinyes. Partant du constat que les personnes influentes sont perçues comme demeurant toujours importantes après leur mort, ils en concluaient que les âmes des défunts, les eidôla, étaient pressenties comme agissant sur le monde des vivants. En ce sens, les différents rituels funéraires, les libations et les sacrifices en leur honneur prendraient toute leur signification, puisqu'ils auraient pour but de les apaiser. L'hypothèse de Jane Harrison converge vers l'idée que ces eidôla s'incarnent en un serpent. Sa façon d'entrer rapidement dans les cavités terrestres (lui permettant de disparaître) et d'en sortir devait accentuer le caractère chtonien de cet animal dans la perception religieuse. Il est ainsi compréhensible qu'il ait été interprété comme incarnant toutes les forces secrètes et puissantes appartenant à l'intérieur de la terre, qu'elles soient bonnes ou mauvaises, ce qui explique la dualité que présente ce reptile (tout comme les Érinyes/Euménides). Il est ainsi concevable que cet animal, passant promptement de l'intérieur à l’extérieur de la terre, ait été perçu comme l'incarnation d'une âme.
Le serpent est, dans un premier temps, considéré comme protégeant les tombes, puis, par association, comme le défenseur d'une personne assassinée ayant pour but de la venger. Erwin Rohde résume ceci en « l'Érinys d'un homme assassiné n'était autre que sa propre âme, irritée, et qui venait elle-même pouvoir à se venger (…) ce n'est que par une transformation ultérieure qu'elle est devenu un esprit infernal symbolisant le courroux de l'âme en général ».
Cette hypothèse permet d'expliquer l'aspect chthonien des Érinyes, ainsi que leur dualité (Érinyes/Euménides), mais également la présence de serpents comme attributs dans de nombreuses représentations iconographiques.
Bernard Dietrich développe une seconde hypothèse thériomorphique de l'Érinye, celle du cheval. Cette relation entre Érinys et cet animal est établie par le lien l'Érinys de Tilphossa (en Béotie) à Déméter Érinys de Thelpousa (en Arcadie). En effet, ces deux divinités sont liées par deux mythes semblables. Le premier, béotien, fait d'Erinys la mère du cheval Aréiôn qu'elle a eu avec Poséidon. Le second, arcadien, relaté par Pausanias, rapporte les pérégrinations de Déméter recherchant sa fille, Koré. Elle passe par l'Arcadie, où elle est poursuivie par les ardeurs de Poséidon. Pour y échapper, elle se transforme en jument et se mêle au troupeau royal d'Onkos. Poséidon se transforme également en cheval et leur union donne naissance au cheval Aréiôn. Le rapprochement de ces deux légendes a abouti, dans l'historiographie du XIXe siècle,,, à la conclusion selon laquelle Érinys proviendrait de Déméter. Ceci est possible si l'on considère le terme Érinys, ici utilisé comme épiclèse. Pour Karl Otfried Müller, les Érinyes sont identiques à Déméter : il s'agit simplement d'une déclinaison de sa force en colère.
Madelaine Jost, quant à elle, considère que cette épiclèse de Déméter aurait conservé « le nom d'une très ancienne déesse qui n'aurait survécu que comme hypostase ». Érinys aurait donc précédé Déméter. Ceci semble prouvé par trois mentions mycéniennes d'E-ri-nu présentes sur les tablettes de Cnossos, datées du XIVe siècle avant notre ère.

## Iconographie antique
La représentation thériomorphique d'Érinys est assez rare. Quelques céramiques représentent néanmoins des serpents qui peuvent être identifiées à Érinys.
À partir du Ve siècle avant notre ère, la représentation anthropomorphique des Érinyes domine. Elles sont présentées sous les traits de jeunes femmes, ailées ou aptères, reconnaissables par certains attributs : les serpents qu'elles portent dans les cheveux ou dans leurs mains.

## Évocations artistiques et culturelles

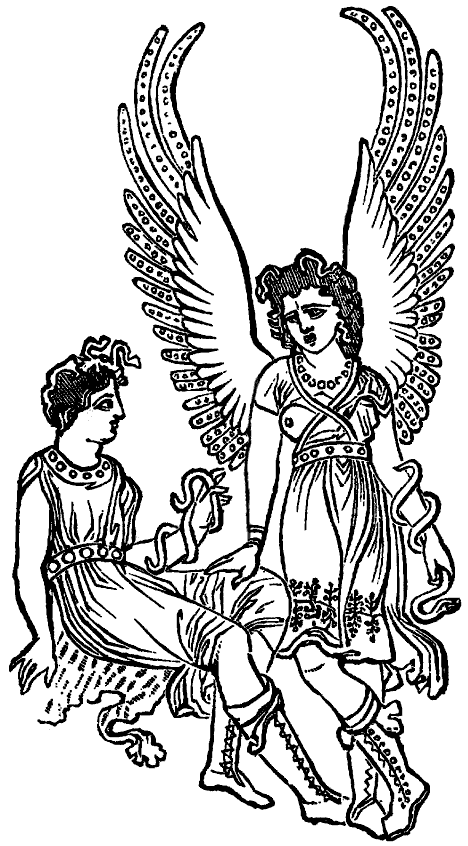
Deux furies.

### Littérature
Les Érinyes sont à la garde de la cité de Dis (ou Bas-Enfer) dans La Comédie de Dante Alighieri (Enfer, chant IX) : « Vois, me dit-il [Virgile à Dante], les Érinyes féroces… » (vers 45, trad. J.-Ch. Vegliante).
À l'acte V d'Atys, tragédie lyrique de Jean-Baptiste Lully et Philippe Quinault, la Furie Alecton égare l'esprit d'Atys qui, prenant sa bien-aimée Sangaride pour un monstre, la poursuit et la tue. Revenu à la raison, le meurtrier désespéré de son acte se tue lui-même. Cybèle le métamorphose en pin.
Tisiphone est un personnage de Hippolyte et Aricie de Jean-Philippe Rameau.
On retrouve également une évocation d'Alecto dans Music For A While de Henry Purcell.
Charles Baudelaire y fait référence dans le poème Femme damnées (Delphine et Hippolyte).
Arthur Rimbaud fait référence aux Érinyes dans Ville, un poème des Illuminations.
Leconte de Lisle, quant à lui, consacre une pièce tout entière aux Érinyes, qui constitue le dernier poème de son dernier recueil, les Poèmes tragiques.
Jean Ray fait référence aux Érinyes dans le roman fantastique Malpertuis.
Les Érinyes personnifient les mouches dans la pièce Les Mouches de Jean-Paul Sartre. Elles apparaissent dans l'acte III, après le meurtre d'Égisthe et de Clytemnestre par Oreste.
Dans Électre de Jean Giraudoux, elles sont représentées par trois jeunes filles cyniques et méchantes à la croissance très rapide (de petite fille à adulte en quelques jours), appelées les Trois Euménides. Elles chantent des comptines satiriques sur les personnages de la pièce et vont poursuivre Oreste jusqu'à ce qu'il perde la raison.
Le roman de Jonathan Littell (Goncourt 2006) a pour titre Les Bienveillantes, en référence à ces divinités qui semblent suivre le personnage principal pendant son épopée.
Le neuvième tome de la série graphique Sandman de Neil Gaiman s'intitule également Les Bienveillantes en référence aux Euménides.
Le roman de Mazarine Pingeot qui a pour titre « Et la peur continue » évoque dans le chapitre « Si Violaine passe » une Erinye en colère. On y compare l’héroïne, Lucie, qui refuse un temps l’amour de son époux, symbole du bonheur possible et le fait de nourrir l’Erynnie pour l’apaiser.
Dans 2666 de Roberto Bolaño, partie numéro 4 (la partie des crimes), la voyante Florita Almada entre en transe au cours d’une émission de télévision. Le présentateur la compare à une Érynie, « littéralement ».
Dans la saga Percy Jackson de Rick Riordan, Alecto pourchasse Percy sous les traits d'une professeur de mathématique nommée  Mrs. Dodds puis sous sa forme véritable. Dans la saga, les furies font partie de la garde rapprochée d'Hadès lui-même et Alecto semble en être la chef. C'est le monstre qui se reforme le plus rapidement.

### Peinture
Les Érinyes font partie des 1 038 femmes représentées dans l'œuvre contemporaine The Dinner Party de Judy Chicago, exposée au Brooklyn Museum. Cette œuvre se présente sous la forme d'une table triangulaire de 39 convives (13 par côté). Chaque convive étant une femme, figure historique ou mythique. Les noms des 999 autres femmes figurent sur le socle de l'œuvre. Les Érinyes figurent sur le socle, elles y sont associées à Kali, quatrième convive de l'aile I de la table.

### Cinéma
Dans le film La Nuit des généraux, Omar Sharif qui interprète le rôle principal, cite les Érinyes comme symbole de sa lutte pour retrouver l'assassin.

### Jeux
Les Érinyes sont les trois principales ennemies du jeu vidéo God of War: Ascension. Celles-ci sont fidèles aux mythes à l'exception de leur physique.
Dans le jeu-vidéo Hadès (Supergiant Games, 2020), les trois Érinyes se partagent le rôle de premier boss du jeu : le boss du Tartare.
Dans le jeu Mobile Dieu de l'Olympe, elles font partie des divinités jouables dans le mode de jeu des Enfers.

### Musique
Les Érinyes sont mentionnées dans la Chanson « Paint the sky with blood » du groupe Bodom After Midnight composée par Alexi Laiho.
Alecto est évoquée dans Music for a while, Z.583/2, air célèbre d'Henry Purcell composé en 1692 pour la pièce « Œdipus » de John Dryden et Nathaniel Lee.
Alecto est également citée, orthographiée Alecton, dans la chanson « Aussitôt que la lumière » de Maître Adam au troisième couplet.

### Sources
- Pseudo-Apollodore, Bibliothèque [détail des éditions] [lire en ligne] (I, 1, 4)
- Cicéron, De natura deorum [détail des éditions] [lire en ligne] (III, 46)
- Eschyle, Euménides [détail des éditions] [lire en ligne], Prométhée enchaîné [détail des éditions] [lire en ligne] (v. 516), Agamemnon [détail des éditions] [lire en ligne] et Les Sept contre Thèbes [détail des éditions] [lire en ligne]
- Euripide, Oreste [détail des éditions] [lire en ligne]
- Hésiode, Théogonie [détail des éditions] [lire en ligne] (v. 185 ; 217-222 ; 265-207)
- Les Travaux et les Jours [détail des éditions] [lire en ligne] (v. 803)
- Homère, Iliade [détail des éditions] [lire en ligne] (IX, 455-457 ; XV, 170 ; XIX, 259 ; XXI, 380)
- Nonnos de Panopolis, Dionysiaques [détail des éditions] [lire en ligne] (X, 97)
- Ovide, Métamorphoses [détail des éditions] [lire en ligne] (VI, 430-431 ; VIII, 482 ; IX, 410 ; X, 46)
- Pausanias, Description de la Grèce [détail des éditions] [lire en ligne] (VIII, 31,4 ; VII, 25, 7).
- Sophocle, Œdipe à Colone [détail des éditions] [lire en ligne]
- Virgile, Énéide [détail des éditions] [lire en ligne] (VI, 250 ; XII, 844 et suiv.)
- Linéaire B de Cnossos (Gerard-Rousseau, Mentions religieuses dans les tablettes mycéniennes, Rome, 1968, p. 103-104)